# Tokyo Tribe
Tokyo Tribe (トウキョウ トライブ, Tōkyō Toraibu) est un manga écrit et dessiné par Santa Inoue. Il a été prépublié dans le Ollie, et a été compilé en 1 tome en avril 1993. Des rééditions ont ensuite vu le jour au Japon.
C'est le premier tome de la série des Tokyo Tribe